# Asynema

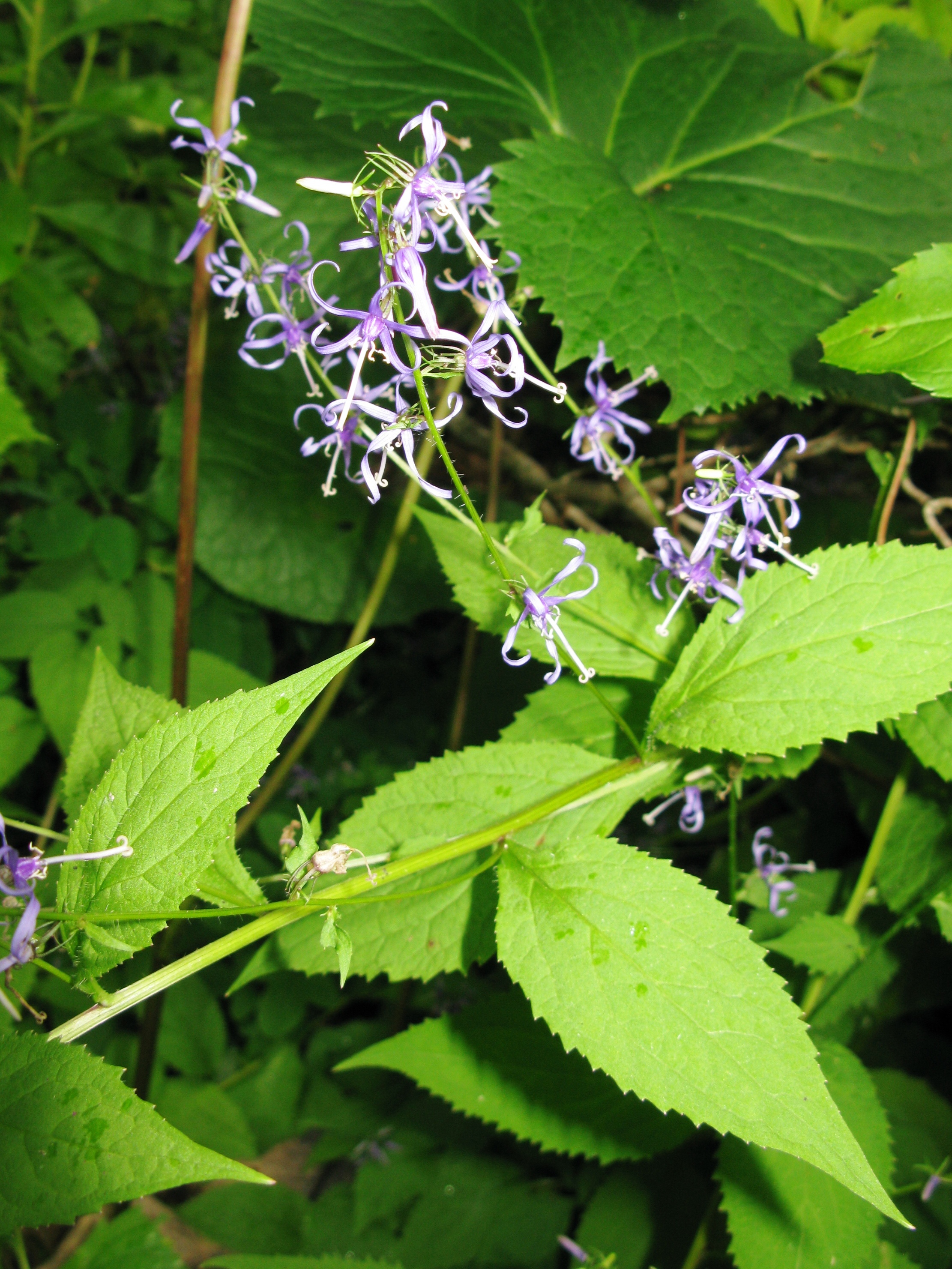
Asyneuma japonicum

Asynema, azyneuma (Asyneuma Griseb. & Schenk) – rodzaj roślin z rodziny dzwonkowatych. Obejmuje ok. 30 gatunków. Rośliny te występują głównie w zachodniej Azji (15 gatunków w Turcji), poza tym w południowej i wschodniej Europie, północnej Afryce, trzy gatunki obecne są we wschodniej Azji. Rośliny te rosną w różnych siedliskach – w zaroślach i lasach, na stepach, na stokach i urwiskach skalistych. 
Nieliczne gatunki o większych kwiatach i nisko rosnące gatunki górskie bywają uprawiane jako rośliny ozdobne.

## Morfologia
PokrójByliny i rośliny dwuletnie, z tęgim korzeniem palowym i łodygą wzniesioną,  osiągającą zwykle do 1,2 m wysokości.
LiścieSkrętoległe, czasem różyczkowato przy ziemi skupione.
KwiatyWyrastają pojedynczo lub częściej po kilka na szypułkach, rzadko siedzące, w wierzchotkach, które skupione w górnej części pędu tworzą kwiatostan złożony w formie nibykłosa lub nibygrona. Kielich składa się z 5 wolnych działek, bez łatek między nimi. Korona w kolorze niebieskim do fioletowego, z łatkami równowąskimi, niemal do nasady rozciętymi. Pręcików jest 5. Ich nitki są wolne, spłaszczone i orzęsione. Zalążnia jest dolna, trzykrotna, z licznymi zalążkami, w górze owłosiona. Pojedyncza szyjka słupka długa, zwieńczona jest trzema (rzadko dwiema lub pięcioma), krótkimi, zawijającymi się i brodawkowatymi znamionami.
OwoceWąskie i długie torebki z licznymi nasionami, otwierające się trzema podłużnymi otworami w górnej części, rzadziej w środkowej lub dolnej.

## Systematyka
Pozycja systematyczna
Rodzaj w obrębie rodziny dzwonkowatych Campanulaceae klasyfikowany jest do podrodziny Campanuloideae.
Wykaz gatunków
- Asyneuma amplexicaule (Willd.) Hand.-Mazz.
- Asyneuma anthericoides (Janka) Bornm.
- Asyneuma argutum (Regel) Bornm.
- Asyneuma babadaghense Yildiz & Kit Tan
- Asyneuma campanuloides (M.Bieb. ex Sims) Bornm.
- Asyneuma canescens (Waldst. & Kit.) Griseb. & Schenk – asynema szarawa
- Asyneuma chinense D.Y.Hong
- Asyneuma compactum Damboldt
- Asyneuma davisianum Yildiz & Kit Tan
- Asyneuma ekimianum Kit Tan & Yildiz
- Asyneuma filipes (Nábelek) Damboldt
- Asyneuma fulgens (Wall.) Briq.
- Asyneuma giganteum (Boiss.) Bornm.
- Asyneuma ilgazense Yildiz & Kit Tan
- Asyneuma isauricum Contandr., Quézel & Pamukç.
- Asyneuma japonicum (Miq.) Briq.
- Asyneuma junceum Parolly
- Asyneuma limonifolium (L.) Janch. – asynema zatrwianolistna
- Asyneuma linifolium (Boiss. & Heldr.) Bornm.
- Asyneuma lobelioides (Willd.) Hand.-Mazz.
- Asyneuma lycium (Boiss.) Bornm.
- Asyneuma macrodon (Boiss. & Hausskn.) Bornm.
- Asyneuma michauxioides (Boiss.) Damboldt
- Asyneuma persicum (A.DC.) Bornm.
- Asyneuma pulchellum (Fisch. & C.A.Mey.) Bornm.
- Asyneuma pulvinatum P.H.Davis
- Asyneuma rigidum (Willd.) Grossh.
- Asyneuma thomsonii (C.B.Clarke) Bornm.
- Asyneuma trichostegium (Boiss.) Bornm.
- Asyneuma virgatum (Labill.) Bornm.